# Barbara Gomes
Barbara Gomes, född 10 mars 1996 i Portugal, är en volleybollspelare (högerspiker). Hon spelar i Portugals landslag och deltog med dem i  EM 2019.
På klubbnivå har hon spelat för Sporting Lissabon (2021-), AJM/FC Porto (2019-2021), AVC Famalicão (2018-2019), Porto Vólei (2014-2018) och Rosário Voleibol (2013-2014).